# كاراكاراى
كاراكاراى هي بلدية في البرازيل، تتبع رورايما، بلغ عدد سكانها 20٬537  نسمة، في 2016، تبلغ مساحتها 47٬410٫891 كيلومتر مربع، رمزها البريدي هو 69360-000.

## الموقع
تشترك في الحدود مع:
- Iracema, Roraima [الإنجليزية]‏.